# Вендельсхайм
Вендельсхайм (нем. Wendelsheim) — община в Германии, в земле Рейнланд-Пфальц. 
Входит в состав района Альцай-Вормс. Подчиняется управлению Вёльштайн.  Население составляет 1394 человека (на 31 декабря 2010 года). Занимает площадь 12,56 км².